# Mosty Wielkie (hromada)
Mosty Wielkie – hromada w rejonie szeptyckim (w latach 2020-2024 w rejonie czerwonogrodzkim) obwodu lwowskiego Ukrainy. Siedzibą hromady jest miasto Mosty Wielkie. Hromadę utworzono w 2020 roku w ramach reformy decentralizacji. Hromada graniczy z rejonem lwowskim.

## Skład
W skład hromady wchodzi 1 miasto:
- Mosty Wielkie – centrum hromady

oraz 16 wsi:
- Borowe
- Bojaniec
- Butyny
- Dworce
- Kuliczków
- Kupiczwola
- Lisowe
- Poddouhe
- Podrzeka
- Przystań
- Rekliniec
- Strzemień
- Szyszaki
- Wolica
- Weryny
- Zarzeka[3]